# 伯爾布勒什蒂鄉
44°43′34″N 26°35′57″E / 44.72611°N 26.59917°E
伯爾布勒什蒂鄉（羅馬尼亞語：Bărbulești, Ialomița），是羅馬尼亞的鄉份，位於該國南部，由雅洛米察縣負責管轄，面積15平方公里，海拔高度51米，2013年人口3,753，人口密度每平方公里250人。